# Home, from the fray
Home, from the fray est une mélodie d'Augusta Holmès composée en 1894.

## Composition
Augusta Holmès compose Home, from the fray en 1894 sur un texte de Clifton Bingham. L'œuvre, en mi mineur, a été publiée par les éditions Grus.